# Caproni Ca.111
Il Caproni Ca.111 era un monomotore per ricognizione lontana, ad ala alta prodotto dall'azienda italiana Aeronautica Caproni negli anni trenta.

## Storia del progetto
Pensato per missioni di ricognizione e bombardamento, venne utilizzato dalla Regia Aeronautica inizialmente durante la campagna di Etiopia e successivamente nella seconda guerra mondiale, utilizzato perlopiù con compiti logistici anche se partecipò ad azioni anti-partigiani in Jugoslavia.
Il prototipo fece il suo primo volo con Mario de Bernardi nel febbraio 1932.
Del Caproni Ca.111, realizzato in due varianti: munito di carrello oppure idrovolante (25 esemplari), furono ideate anche versioni da trasporto passeggeri.
L'ultimo esemplare venne consegnato nel luglio 1936.

## Tecnica

### Cellula
La cellula era monoplana, realizzata in legno, con due longheroni ove erano infilate le centine.
La fusoliera era realizzata in tubo di acciaio e la struttura, a sezione rettangolare, era irrigidita da tralicci in tubo e da trafilati in acciaio.

Era rivestita in lamiera di alluminio e in tela verniciata.
Nella versione di base il carrello, ad assale interrotto, era realizzato in acciaio, con ammortizzatore oleoelastico. Le ruote erano munite di carenature aerodinamiche e impiegavano pneumatici a media pressione, con freni a espansione. Il pattino di coda era molleggiato, a ruotino orientabile.

Nella versione idrovolante, i galleggianti avevano forma aerodinamica ed erano realizzati in duralluminio, in compensato e legno di acero.
La cabina era a doppio comando, con sedili affiancati, e la cappotta vetrata si raccordava posteriormente con la sezione mediana dell'ala.

Nella cabina di pilotaggio trovavano posto un ricetrasmettitore telegrafico, una macchina fotografica e il lanciabombe.

### Motore
Il Caproni 111 impiegava un motore Isotta Fraschini Asso 750 RC, raffreddato ad acqua, con potenza nominale pari a 880 CV (656 kW) e massima di 940 CV (701 kW).

La messa in moto era ottenuta da un compressore Piaggio allocato sotto il sedile del pilota di sinistra.
Montava un'elica tripala, metallica, e il castello motore era in tubo di acciaio. Per smorzare le vibrazioni, il motore è fissato su antivibranti in gomma.

### Superfici alari
L'ala era realizzata in tre sezioni: le due sezioni laterali formavano un diedro con la sezione centrale ed erano munite di alettoni a comando differenziale. Il rivestimento delle ali era in tela verniciata.
Gli impennaggi sono a cellula monoplana, realizzati in tubo di acciaio rivestito da tela verniciata.

La deriva e il piano fisso di quota sono regolabili in volo.

## Impiego operativo
Nella Guerra d'Etiopia era in dotazione alla 6ª Squadriglia, 9ª Squadriglia, 10ª Squadriglia da bombardamento "Caproni", 17ª Squadriglia (rinominata poi 52ª Squadriglia), 18ª Squadriglia, 19ª Squadriglia, 65ª Squadriglia e 66ª Squadriglia.
Nel periodo interbellico il Ca111 RC idro venne assegnato alle squadriglie 142ª, 146ª e 183ª da ricognizione marittima lontana della Regia Aeronautica.
Ai primi di settembre 1943 alcuni esemplari volavano ancora dopo aver prestato servizio nel 19º Stormo da Osservazione Aerea e nel 71º Gruppo Volo.

## Utilizzatori
Italia
- Regia Aeronautica

 Perù
- Cuerpo Aeronáutico del Perú